# Piquillo
Piquillo (fr. Piquillo) – opera komiczna Alexandre’a Dumasa (ojca) i Gérarda de Nervala z 1836 roku.

## Geneza utworu
18 września 1836 roku Dumas trafił do aresztu z powodu nieobecności na ćwiczeniach Gwardii Narodowej. W więzieniu napisał dla zabawy Moje niedole gwardzisty, pracował też nad pamfletami przeciw krytykom, którzy mu się narazili. Przyjmował licznych gościː współczującą mu teraz towarzyszkę życia Idę Ferrier oraz dawną kochankę Virginię Bourbier, powracającą do Sankt Petersburga, z którą gotów był natychmiast wyjechać, jeśli nie do Rosji, to przynajmniej do Hamburga, gdzie mogliby miło spędzić czas. Odwiódł go od tych planów Gérard de Nerval, który, zakochany po uszy lecz bez wzajemności w Jenny Colon, pragnął zdobyć jej uczucia, obsadzając ją w głównej roli swojej sztuki. Ostatecznie obydwaj spędzili dwa tygodnie, zamknięci w więzieniu, pracując nad librettem do trzyaktowej opery komicznej Piquillo. Z efektu nie byli szczególnie zadowoleni. Utwór, z muzyką Hippolyte'a Monpou, miał swą premierę blisko rok później, 31 października 1837, w Opéra Comigue i odniósł zdaniem Dumasa mierny sukces.

## Osoby
| Osoba                  | Aktor premierowy  |
| ---------------------- | ----------------- |
| Piquillo               | Pani Chollet      |
| Don Carlos de Mendoce  | Jansenne          |
| Don Fabrice d'Olivares | Revial            |
| Don Antonio Paez       | Henri             |
| Don Henrique           | Palianti          |
| Alkad Zambulos         | Ricquier          |
| Sylwia                 | Panna Jenny-Colon |
| Eleonora               | Panna Rossi       |
| Służąca                | Panna Eudoxie     |